# Damaro

Damaro est une sous-préfecture de la préfecture de Kérouané, dans la région de Kankan au sud-est de la Guinée.

## Géographie

### Relief
La localité se trouve en Guinée forestière, à une altitude de 764 m, à proximité du mont Going qui culmine à 1 439 m dans le massif Nord du Simandou.

### Climat
Damaro possède un climat de savane de type Aw selon la classification de Köppen, avec une température annuelle moyenne de 26,2 °C et des précipitations d'environ 1 083,9 mm par an, beaucoup plus abondantes en été qu'en hiver. 

### Végétation

Spécimens d'Asteraceae collectés près de Damaro.
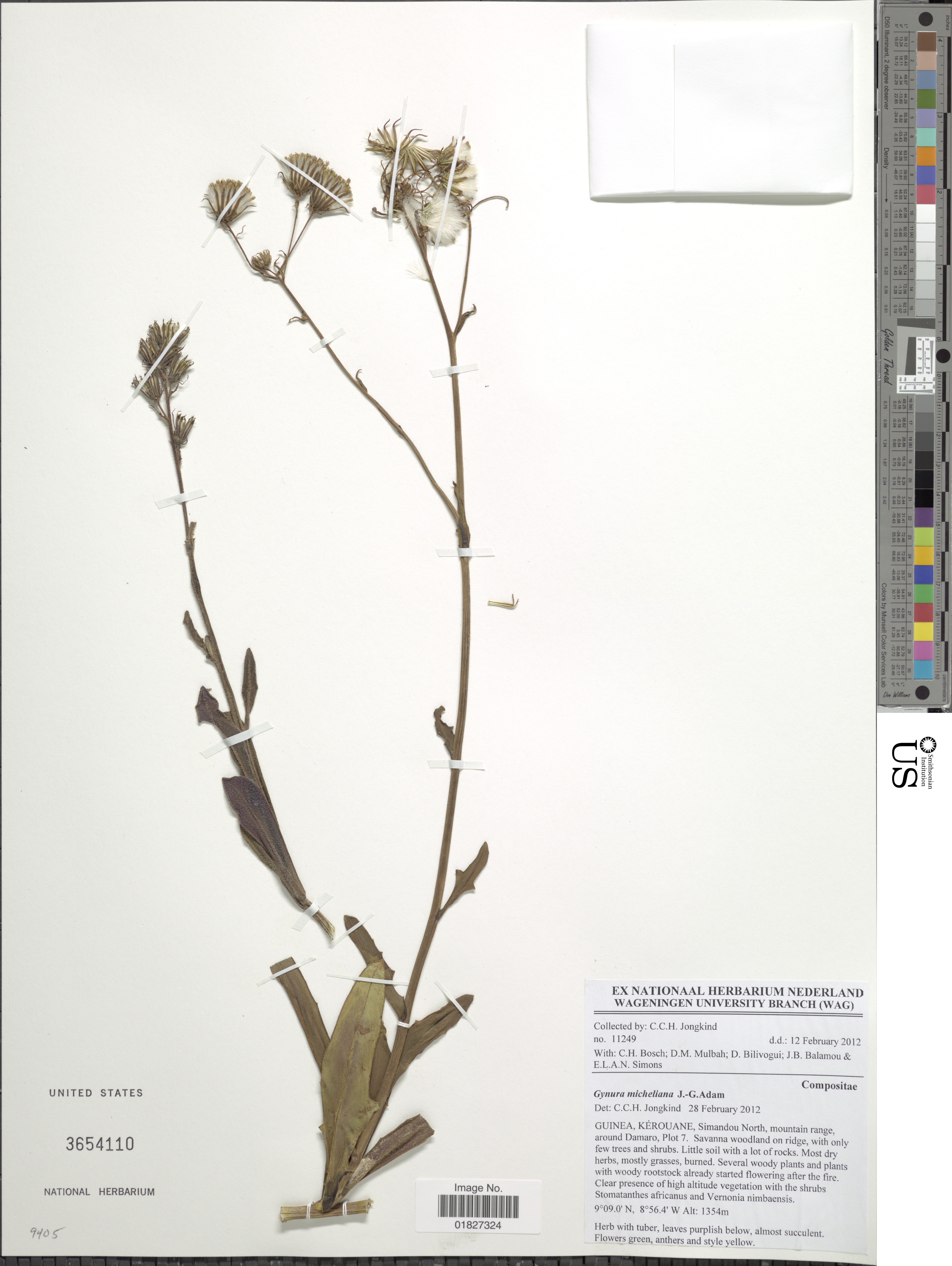
Gynura micheliana.
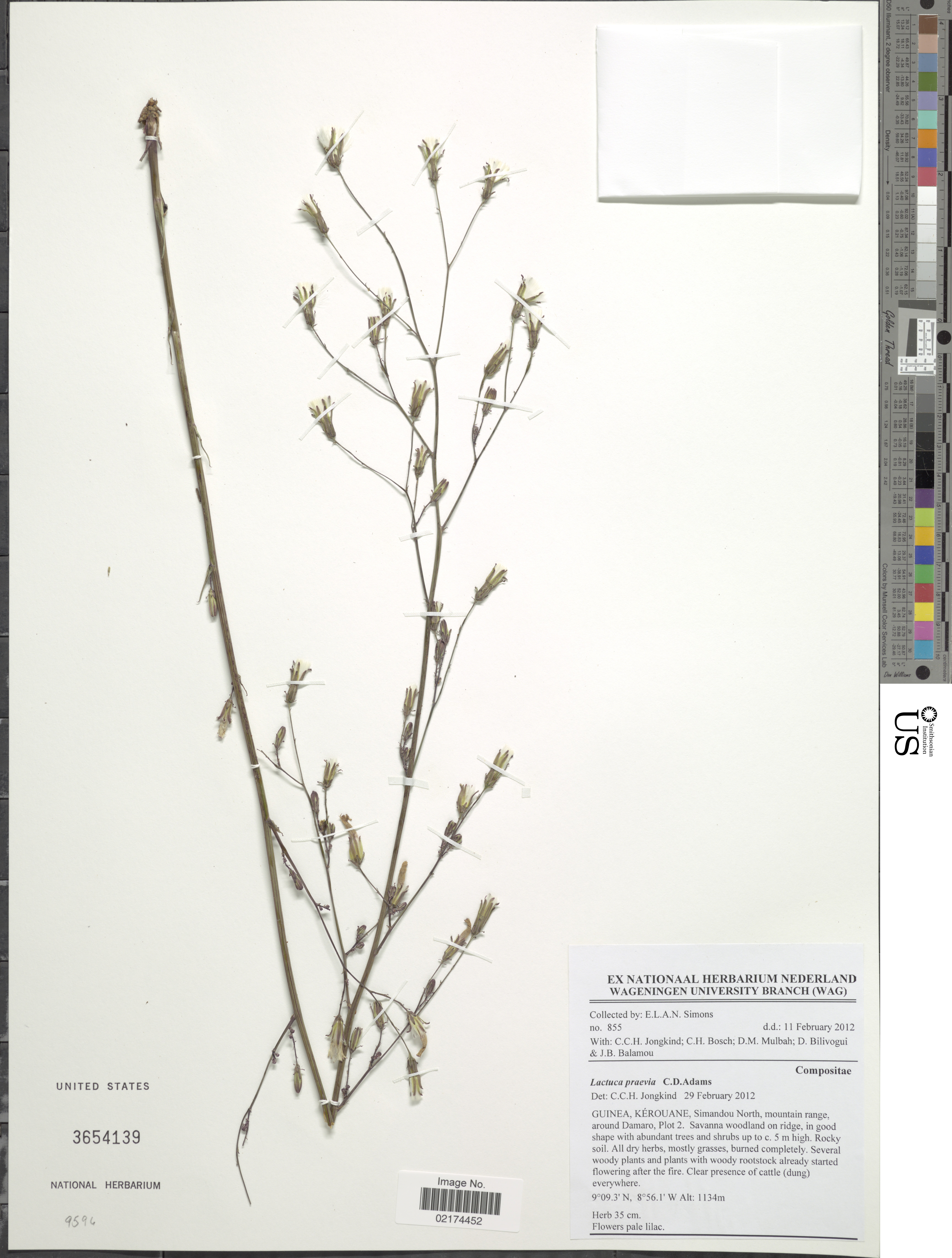
Lactuca praevia.

## Population
En 2016, le nombre d'habitants est estimé à 29 299, à partir d'une extrapolation officielle du recensement de 2014 qui en avait dénombré 27 395. Damaro est un village rural essentiellement  agro-pastoral, réparti sur 17 districts selon la délégation spéciale de 2024.
Economie
La sous-préfecture est située a environ 6 km du site minier de Simandou, bloc 1 et 2. Ce complexe minier est le plus grand gisement de minerai de fer au monde en cours de développement. Ce projet représente un investissement estime  à plus de 20 milliards de dollars. Damaro se trouve à proximité du complexe minier ce qui fera d'elle l'une des localités les plus impactées par le projet en terme d'opportunités économiques, d'infrastructures ou d'enjeux sociaux et environnementaux.
Notabilité
Parmi les notables intellectuels, figurent :
El Hadj Djiba Camara, né vers 1936 et décédé en 2020. El Hadj Djiba a effectue une longue partie de sa carrière a la Banque Islamique de Développement à Jeddah en Arabie Saoudite, ou il était fonctionnaire international. Il a pleinement contribue au développement social de Damaro en dotant le village de forages, écoles et bourses d'études. Djiba Camara était marié à  Sona Camara née en 1949 et était père de 6 enfants.